# Мгалоблішвілі Герман Андрійович
Герман Андрійович Мгалобішвілі (груз. გერმან მგალობლიშვილი; 1884, тепер мхаре Гурія, Грузія — розстріляний 5 жовтня 1937) — радянський грузинський державний та політичний діяч, голова Ради народних комісарів Грузинської РСР.

## Життєпис
Початкову освіту здобув у школі області Гурії.
З 1901 року — агітатор-пропагандист підпільних революційних організацій Гурії та міста Тифліса. У 1902 році заарештований, висланий за межі Тифліської губернії. Належав до бойової організації РСДРП. За революційну діяльність ще декілька разів був заарештований, півтора року сидів у в'язниці.
У 1911 році емігрував до Німеччини, закінчив Вищу комерційну академію в місті Лейпцизі.
Член РКП(б) з 1921 року.
У 1921—1923 роках — представник радянського Закавказького зовнішторгу в місті Стамбулі (Константинополі), а потім у Берліні.
У 1923—1924 роках — на керівній роботі в Центроспілці та в «Чемо».
З 1924 року — народний комісар фінансів РСР Грузії.
1 червня 1928 — грудень 1930 року — заступник голови Ради народних комісарів РСР Грузії.
З 20 листопада 1930 до 13 жовтня 1931 року був кандидатом у члени Бюро ЦК КП(б) Грузії.
У грудні 1930 — 17 вересня 1931 року — народний комісар фінансів Закавказької РФСР.
17 вересня 1931 — червень 1937 року — голова Ради народних комісарів Грузинської РСР.
Одночасно з 13 жовтня до 14 листопада 1931 року та з січня 1932 до 14 січня 1934 року — член Секретаріату ЦК КП(б) Грузії.
У червні 1937 року заарештований органами НКВС. Розстріляний 5 жовтня 1937 року. Посмертно реабілітований.

## Нагороди
- орден Леніна (15.03.1935)